# España en los Juegos Paralímpicos de Vancouver 2010
España estuvo representada en los Juegos Paralímpicos de Vancouver 2010 por cinco deportistas, tres hombres y dos mujeres.

## Medallistas
El equipo paralímpico español obtuvo las siguientes medallas:
| Nombre        | Deporte      | Evento                                        |
| ------------- | ------------ | --------------------------------------------- |
| Oro           |              |                                               |
| Jon Santacana | Esquí alpino | Descenso discapacidad visual masculino        |
| Plata         |              |                                               |
| Jon Santacana | Esquí alpino | Eslalon discapacidad visual masculino         |
| Jon Santacana | Esquí alpino | Eslalon gigante discapacidad visual masculino |
| Bronce        |              |                                               |
| —             |              |                                               |